# Kloten-Dietlikon Jets
Kloten-Dietlikon Jets je florbalový klub působící ve švýcarských městech Kloten a Dietlikon.
Klub byl založen v roce 2018 sloučením oddílů Kloten-Bülach Jets a UHC Dietlikon.
Ženský tým hraje Unihockey Prime League, nejvyšší švýcarskou soutěž, ve které navázal na svého předchůdce UHC Dietlikon. Jets má mistrovské tituly ze sezóny 2018/2019 a pěti sezón 2020/2021 až 2024/2025 a Švýcarský pohár z let 2019, 2022 a 2024. UHC získal šest titulů v letech 2003, 2006 až 2009 a 2017 a osm pohárových trofejí. V letech 2007 a 2008 vyhrál jako teprve druhý švýcarský tým Euro Floorball Cup. Dohromady je tak Kloten-Dietlikon s 12 ligovými tituly druhým nejúspěšnějším švýcarským ženským oddílem.
Mužský tým hraje National League B, druhou nejvyšší soutěž. UHC Dietlikon i předchůdce Kloten-Bülach Jets, tým UHC Giants-Kloten, hrály nejvyšší mužskou švýcarskou soutěž od jejího založení v roce 1983. Giants získali v roce 1986 ligový titul a jejich nástupce Jets v roce 2001 Švýcarský pohár. Jets v roce 2006 sestoupily do National League B. Do nejvyšší soutěže se opět probojovaly v sezóně 2009/2010 a hráli v ní až do roku 2019, kdy, již po sloučení, znovu sestoupily.

## Ženský tým

### Sezóny
| Sezóna    | Úroveň | Soutěž            | Umístění | Poznámka                                                                                   |
| --------- | ------ | ----------------- | -------- | ------------------------------------------------------------------------------------------ |
| 2018/2019 | 1      | National League A | 1.       | Mistr po vítězství ve finále play-off proti piranha chur                                   |
| 2019/2020 | 1      | National League A |          | Sezóna ukončena za stavu 2 : 1 na zápasy ve čtvrtfinále play-off proti Red Ants Winterthur |
| 2020/2021 | 1      | National League A | 1.       | Mistr po vítězství ve finále play-off proti Skorpion Emmental Zollbrück                    |
| 2021/2022 | 1      | National League A | 1.       | Mistr po vítězství ve finále play-off proti piranha chur                                   |
| 2022/2023 | 1      | Prime League      | 1.       | Mistr po vítězství ve finále play-off proti Skorpion Emmental Zollbrück                    |
| 2023/2024 | 1      | Prime League      | 1.       | Mistr po vítězství ve finále play-off proti Zug United                                     |
| 2024/2025 | 1      | Prime League      | 1.       | Mistr po vítězství ve finále play-off proti Zug United                                     |

### Známí trenéři
- Sascha Rhyner

### České hráčky
- Hana Koníčková (2019–2020)
- Natálie Martináková (2018–2021)

## Mužský tým

### Čeští hráči
- Radim Cepek (hrající trenér UHC Dietlikon 2006–2007)
- Vladimír Fuchs (Kloten 1996–1997)
- Milan Garčar (Kloten Bülach Jets 2015–2017)